# 弗兰克陨石坑
弗兰克陨石坑（Franck）是位于月球正面爱湾西北部的一座小撞击坑，其名称取自德国物理学家，1925年诺贝尔物理学奖获得者詹姆斯·弗兰克（1882年-1964年），1973年被国际天文学联合会批准接受。

## 描述

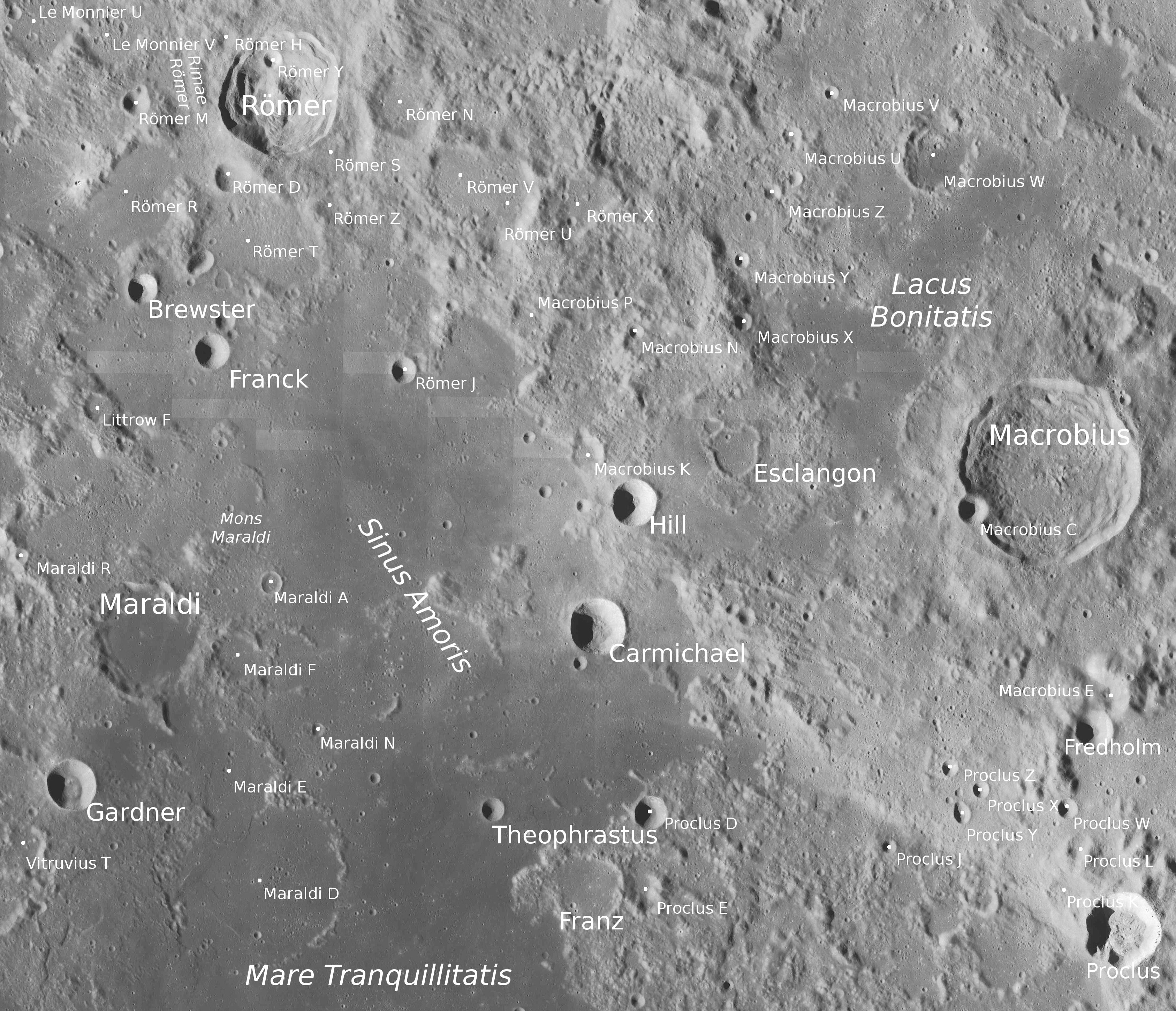
弗兰克陨石坑的周边，月球勘测轨道飞行器拍摄。

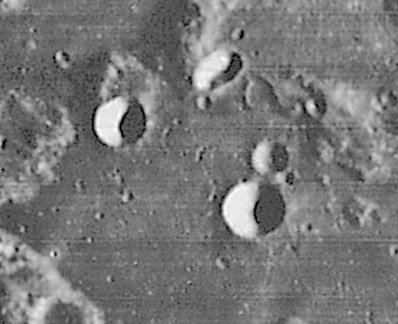
月弗兰克陨石坑（右下方）和布儒斯特陨石坑（左上方），月球轨道器4号拍摄。

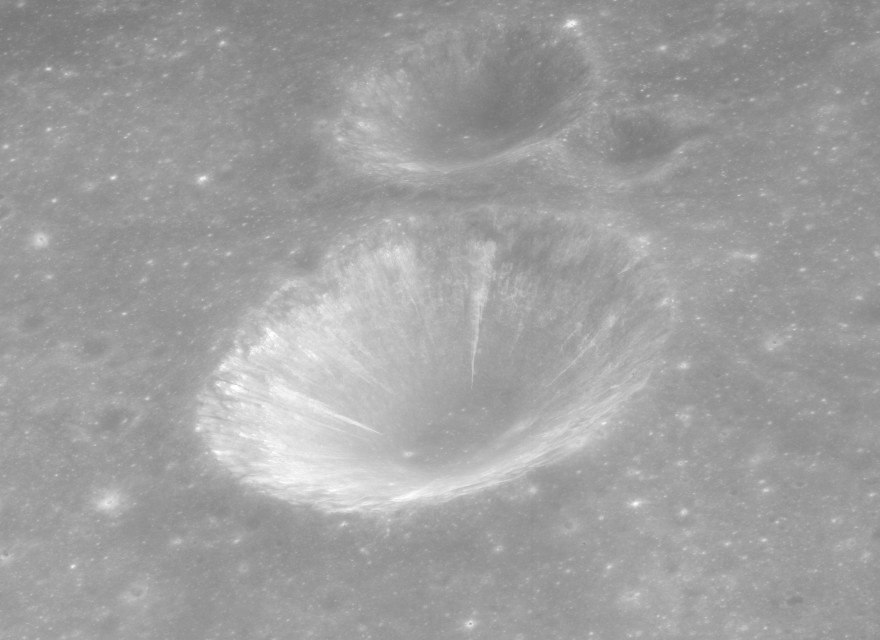
阿波罗15号拍摄的斜视图

该陨坑西北靠近布儒斯特陨石坑、北面坐落了更大的罗默陨石坑，希尔陨石坑和卡迈克尔陨石坑位于它的东南、南面则横亘了破损的马拉尔第陨石坑及马拉尔第山，在它的东北则绵延着嶙峋崎岖的金牛山脉。该陨坑中心月面坐标为22°35′N 35°34′E / 22.59°N 35.56°E，直径11.91公里，深约1.943公里。
弗兰克陨石坑是一座带有一个平坦小坑底的圆碗形撞击坑，坑壁未受到明显的撞击侵蚀，边缘清晰完整，内侧壁平整倾斜至坑底中心，并显示有较高的反照率。该陨坑坑壁最大高出周边地形440米，内部容积约67.58立方千米。其形态特征隶属于“BIO 型”（以该类陨石坑的典型代表——毕奥陨坑所命名），并被月球及行星观测者协会（ALPO）列入《内侧壁坡带有深色辐射纹的撞击坑列表》。该陨坑与北侧一对更小的撞击坑一起形成一组相连的坑簇。
在1973年被国际天文学联合会正式命名前，该陨坑曾被称作卫星坑“罗默 K”。

## 另请参阅
- Andersson, L. E.; Whitaker, E. A. . NASA RP-1097. 1982.
- Blue, Jennifer. . USGS. July 25, 2007  [2007-08-05]. （原始内容存档于2018-12-25）.
- Bussey, B.; Spudis, P. . New York: Cambridge University Press. 2004. ISBN 978-0-521-81528-4.
- Cocks, Elijah E.; Cocks, Josiah C. . Tudor Publishers. 1995. ISBN 978-0-936389-27-1.
- McDowell, Jonathan. . Jonathan's Space Report. July 15, 2007  [2007-10-24]. （原始内容存档于2018-12-25）.
- Menzel, D. H.; Minnaert, M.; Levin, B.; Dollfus, A.; Bell, B. . Space Science Reviews. 1971, 12 (2): 136–186. Bibcode:1971SSRv...12..136M. doi:10.1007/BF00171763.
- Moore, Patrick. . Sterling Publishing Co. 2001. ISBN 978-0-304-35469-6.
- Price, Fred W. . Cambridge University Press. 1988. ISBN 978-0-521-33500-3.
- Rükl, Antonín. . Kalmbach Books. 1990. ISBN 978-0-913135-17-4.
- Webb, Rev. T. W.  6th revised. Dover. 1962. ISBN 978-0-486-20917-3.
- Whitaker, Ewen A. . Cambridge University Press. 1999. ISBN 978-0-521-62248-6.
- Wlasuk, Peter T. . Springer. 2000. ISBN 978-1-85233-193-1.